# Comuna Iarke Pole, Djankoi
Iarke Pole (în ucraineană Ярке Поле) este o comună în raionul Djankoi, Republica Autonomă Crimeea, Ucraina, formată din satele Arbuzivka, Iarke Pole (reședința), Nahidka, Sloveanka, Timireazieve, Vesele și Vidradne.

## Demografie
Componența lingvistică a comunei Iarke Pole
     Rusă (53,97%)
     Tătară crimeeană (28,22%)
     Ucraineană (16,92%)
     Alte limbi (0,36%)
Conform recensământului din 2001, majoritatea populației comunei Iarke Pole era vorbitoare de rusă (53,97%), existând în minoritate și vorbitori de tătară crimeeană (28,22%) și ucraineană (16,92%).